# Yau Tsim Mong District

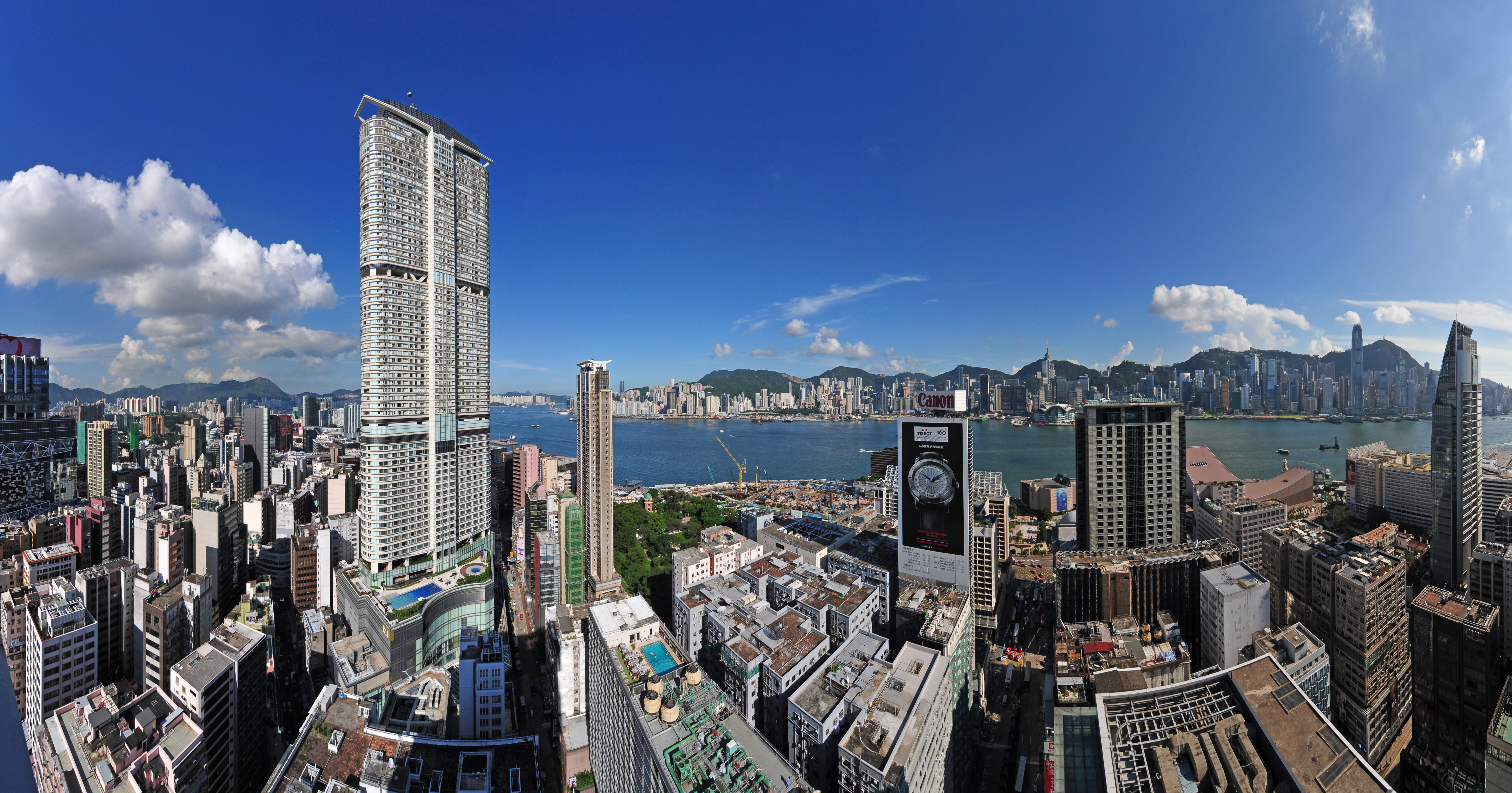
Tsim Sha Tsui. In het midden op de voorgrond is het complex Chungking Mansions te zien.

Yau Tsim Mong District is een district van Hongkong. Hongkong heeft totaal achttien districten. Het district had in 2006 ongeveer 280.000 inwoners. De totale oppervlakte van het district is 6,55 km². Het ligt in het zuidwesten van Kowloon. Yau Tsim Mong is een acroniem van de buurten Yau Ma Tei, Tsim Sha Tsui en Mong Kok. Tot 1994 bestonden de districten Yau Tsim en Mong Kok. Sindsdien zijn zij samengevoegd tot Yau Tsim Mong District.
In dit district staat de Hong Kong Polytechnic University.

## Gebiedsverdeling van West-Kowloon
| Tai Kok Tsui        | Tai Kok Tsui      | Prince Edward      |
| MTR Olympic Station | Mong Kok          | Mong Kok           |
| Mong Kok West       | Yau Ma Tei        | Yau Ma Tei         |
| MTR Kowloon Station | Jordan Kwun Chung | King's Park        |
| Victoria Harbour    | Tsim Sha Tsui     | East Tsim Sha Tsui |

## Belangrijke wegen
- Nathan Road
- West Kowloon Highway
- Western Harbour Crossing
- Salisbury Road